# 普雷蒙特利会
普雷蒙特雷會（法語：chanoines réguliers de Prémontré，或稱Prémontrés和Norbertinsso）是羅馬天主教律修會 (Canons Regular) 的一個修道會，由聖諾伯特于1120年成立於法國拉昂附近的村莊普雷蒙特雷。
諾伯特與聖伯爾納鐸是至交，因此也被後者崇信的熙篤會理念影響。同熙篤會一樣，普雷蒙特雷會會員不是僧侶，而屬於修道士，他們常在所生活的修道院周邊地區為當地教區的人民講道。

## 歷史
普雷蒙特雷會創立於1120年， 在這之前聖諾伯特就曾多次嘗試在德意志基督教徒中引入更嚴格的紀律。1120年他在法蘭西拉昂主教區工作時，他和另外十三人建立了普雷蒙特雷會的第一座修道院。

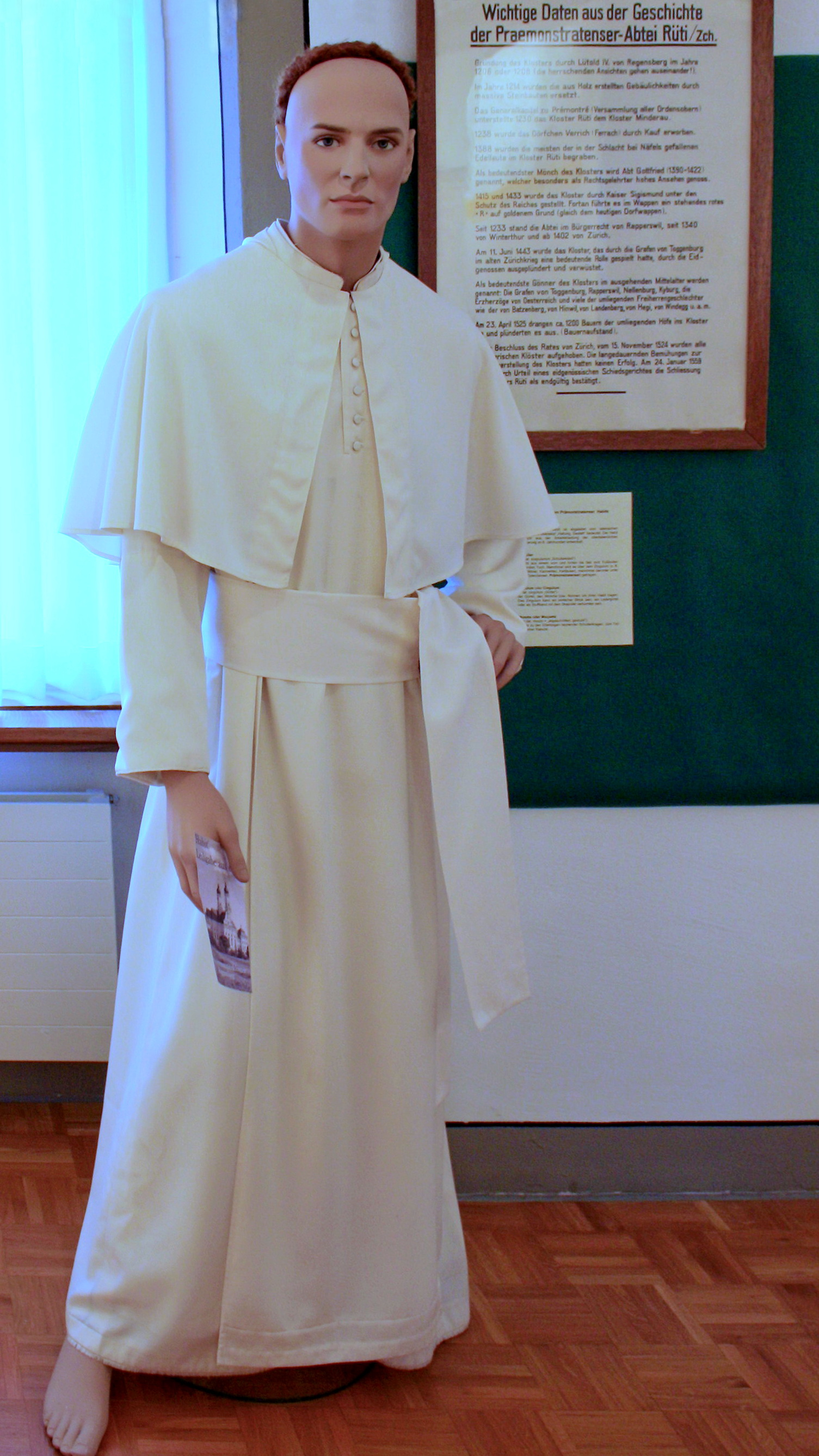
普雷蒙特雷會會衣

1126年該修道會得到教皇何諾二世的許可，從此迅速傳播到了西歐各個地區。到14世紀中葉時已經有大約1,300名男修士和400名女修士。1143年諾伯特前往英格蘭，後來又前往蘇格蘭，將普雷蒙特雷會傳播到了那裡，但英格蘭宗教改革和蘇格蘭宗教改革之後就幾乎完全消失了。在法國大革命和拿破崙統治期間，其在法國的勢力也大幅衰落。
19世紀初普雷蒙特雷會總共就只有八個據點，全部都在奧匈帝國。隨後漸漸復興，到20世紀初已有20個修道院和大約1,000名神父。截至2005年，其修道院數量已逼近100個，擴張到了多個大陸上，還建立了如聖諾伯特學院這樣的教育機構。 此外也涉足印刷、起司製造等工業領域。

## 擴展閱讀
- Hippolyte Helyot, Histoire des ordres réligieux (1714).
- Max Heimbucher, Orden u. Kongregationen (1907), ii. 56.
- Wolfgang Grassl, Culture of Place: An Intellectual Profile of the Premonstratensian Order. Nordhausen: Bautz, 2012.

## 外部連結
- 普雷蒙特雷會首頁 （页面存档备份，存于）